# Dante Bernini
Dante Bernini (Itália, 20 de abril de 1922 - 27 de setembro de 2019) foi um prelado italiano da Igreja Católica que serviu como bispo de Albano.

## Biografia
Bernini nasceu em La Quercia, Itália, e foi ordenado sacerdote em 12 de agosto de 1945.
Ele foi nomeado bispo auxiliar da Diocese de Albano e bispo titular de Assidona em 30 de outubro de 1971. Recebeu sua ordenação episcopal em 8 de dezembro de 1971 do bispo de Viterbo, Luigi Boccadoro.
Dante foi nomeado bispo da Diocese de Velletri e da Diocese de Segni simultaneamente em 10 de julho de 1975.
Em 30 de outubro de 1981, ele foi nomeado bispo da recém-criada Diocese de Velletri-Segni, resultado da combinação entre as duas dioceses.
Bernini foi nomeado bispo da Diocese de Albano em 6 de abril de 1982 e se aposentou de suas funções em 13 de novembro de 1999.
Em 27 de setembro de 2019, ele morreu aos 97 anos em sua cidade natal.